# Neuracanthus sphaerostachys
Neuracanthus sphaerostachys är en akantusväxtart som beskrevs av Dalz.. Neuracanthus sphaerostachys ingår i släktet Neuracanthus och familjen akantusväxter. Inga underarter finns listade i Catalogue of Life.